# Pošta Crne Gore
Pošta Crne Gore (рус. Почта Черногории) — национальная почтовая служба Черногории, основанная в 1998 году и предоставляющая услуги почтовой, телефонной и телеграфной связи.

## История
Публичная почта появилась в Черногории в 1841 году. Первая почтовая марка была выпущена в 1874 году. Черногория повторно стала участницей Всемирного почтового союза 26 июля 2006 года.
31 декабря 1998 года государственное почтово-телеграфно-телефонное ведомство Черногории PTT Montenegro было разделено на две самостоятельные организации: работающую в области телекоммуникаций компанию Crnogorski Telekom («Черногорский Телеком») и действующую в сфере почтовой связи компанию Pošta Crne Gore («Почта Черногории»).

## Организационная структура
Компанией руководят совет директоров и исполнительный директор со своим заместителем. В организационную структуру компании входят:
- сектор почтовой эксплуатации,
- сектор информационной поддержки,
- сектор юридический и кадров,
- сектор вычислительный и статистики,
- сектор маркетинга и продажи,
- сектор экономики,
- сектор качества и внутреннего контроля,
- сектор общих услуг,
- 13 почтовых центров[4].

## Штаб-квартира
Головное управление компании располагается по адресу Pošta Crne Gore, Ulica Slobode broj 1, 81 000, Podgorica.